# Comerç a l'antic Egipte

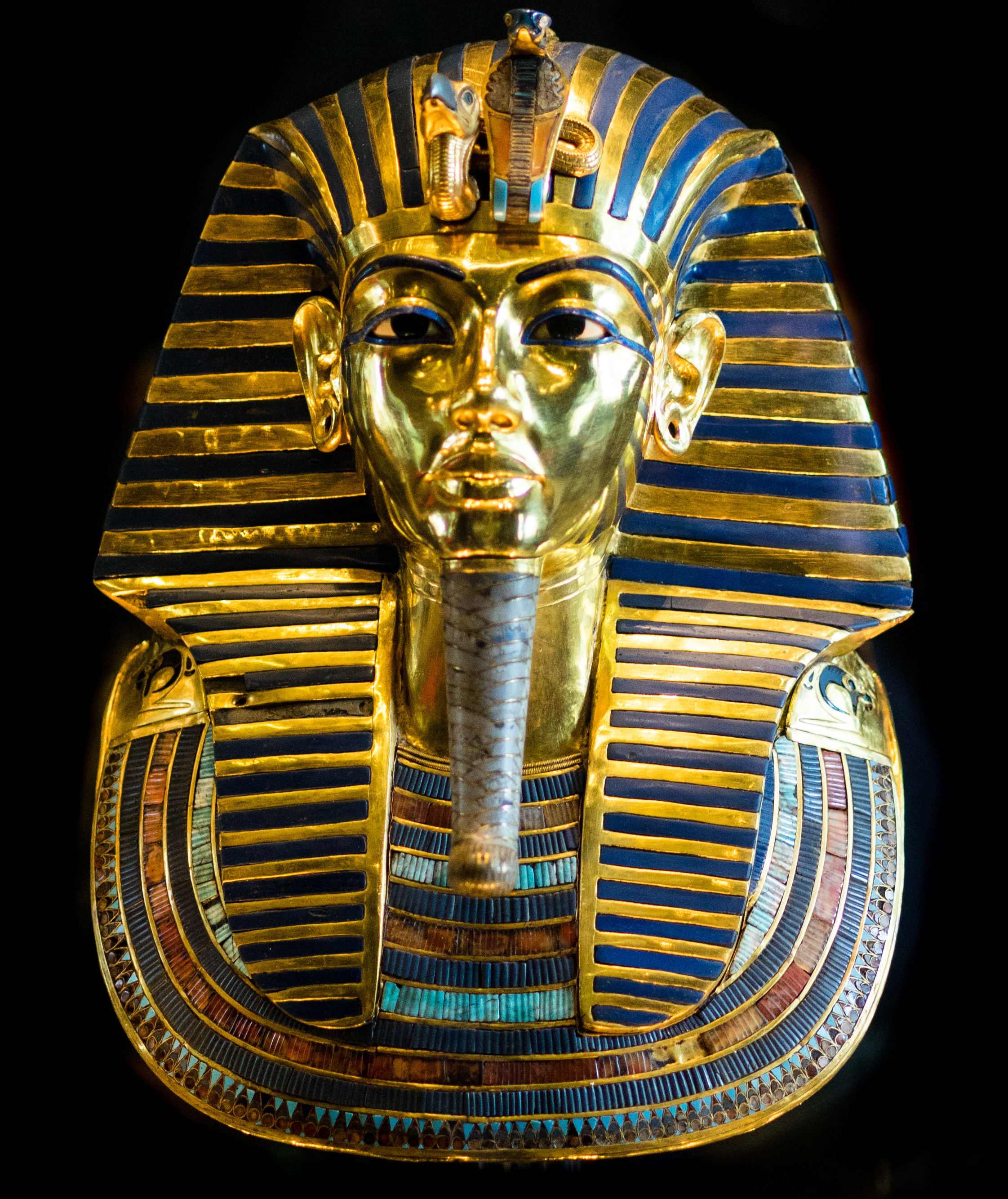
Màscara funerària de Tutankhamon, decorada amb lapislàtzuli importat de Badakhxan, al centre d'Àsia

El comerç a l'antic Egipte va consistir en l'establiment gradual de rutes comercials terrestres i marítimes entre l'antic Egipte i les poblacions d'Aràbia, l'Índia i l'Àfrica Subsahariana.

## Comerç i transport prehistòric
Durant el període Epipaleolític, al voltant del 10.000 aC, la cultura natufiana importava fruites partenocàrpies des del sud-est del Creixent Fèrtil fins al llevant mediterrani. Migracions posteriors des del Creixent Fèrtil exportarien pràctiques agrícoles cap a d'altres regions, com Europa, Mongòlia, Crimea i l'Àfrica del Nord. Entre el 6000 i el 4000 aC la població del Sàhara va importar animals domèstics d'Àsia. En els jaciments arqueològics de Nabta Playa hi ha registre de la presència de cabres i ovelles provinents d'Àsia Occidental durant el setè mil·lenni aC.
Objectes importats trobats en l'Alt Egipte durant el cinquè mil·lenni aC indiquen el contacte entre la cultura badariana d'Egipte i els pobles sirians. En els jaciments arqueològics de Maadi s'han trobat indicis de la importació de terrisseria i tècniques de construcció des de Canaan a inicis del quart mil·lenni aC, durant el període predinàstic.
En el quart mil·lenni aC la navegació s'havia establert i ja havia estat domesticat l'ase i probablement el dromedari. Posteriorment varen ser domesticats el camell bactrià i el cavall, seguit pel seu ús com a mitjà de transport. Mostres de carbó trobades en tombes de Nekhen i datades en el període de Naqada I i Naqada II han estat identificades com a fusta de cedre procedent del Líban. Durant el període predinàstic s'importava obsidiana d'Etiòpia per a la creació de ganivets i altres objectes d'ascla. També va donar-se comerç amb Núbia, amb els oasis del desert occidental i amb la Mediterrània oriental.
Han estat trobats productes de terrisseria i altres objectes del Xam en l'antic Egipte i datats en el període de Naqada. Productes egipcis de la mateixa època han estat trobats en regions del Pròxim Orient com Canaan i en ciutats de Mesopotàmia com Uruk i Susa. Per a la segona meitat del quart mil·lenni aC el lapislàtzuli de Badakhxan, en el centre d'Àsia, era exportat a Mesopotàmia i Egipte.

## Comerç trans-saharià
La ruta terrestre de Wadi Hammamat, que connecta el riu Nil amb la mar Roja, ha estat utilitzada des del període predinàstic. Al llarg del camí han estat trobats dibuixos de canoes egípcies de joncs, datats al voltant del quart mil·lenni aC. Durant la primera dinastia varen sorgir ciutats al llarg de les rutes del riu Nil i la mar Roja, sent testimoniatge de com eren freqüentats dels camins. El port d'Elim va ser part de la ruta comercial de Tebes amb la mar Roja, connectant amb Àsia, Aràbia i la Banya d'Àfrica. S'ha documentat l'ús de la ruta durant el regnat de Senusret I, Seti I, Ramsès IV i posteriorment per part de l'Imperi Romà, usant-la principalment per a la mineria.
La ruta comercial de Kharga amb Assiut va ser utilitzada des de l'imperi Antic per al transport i venda d'or, vori, espècies, blat, animals i plantes. Posteriorment els romans van protegir la ruta mitjançant la construcció de fortaleses i assentaments defensius. Heròdot va escriure que la ruta podia ser recorreguda en quaranta dies, sent una de les principals rutes entre Núbia i Egipte. En la seva màxima extensió la ruta arribava a Kobbei, al nord d'Al-Fashir, travessant el desert i Wadi Howar, fins a arribar a Egipte.

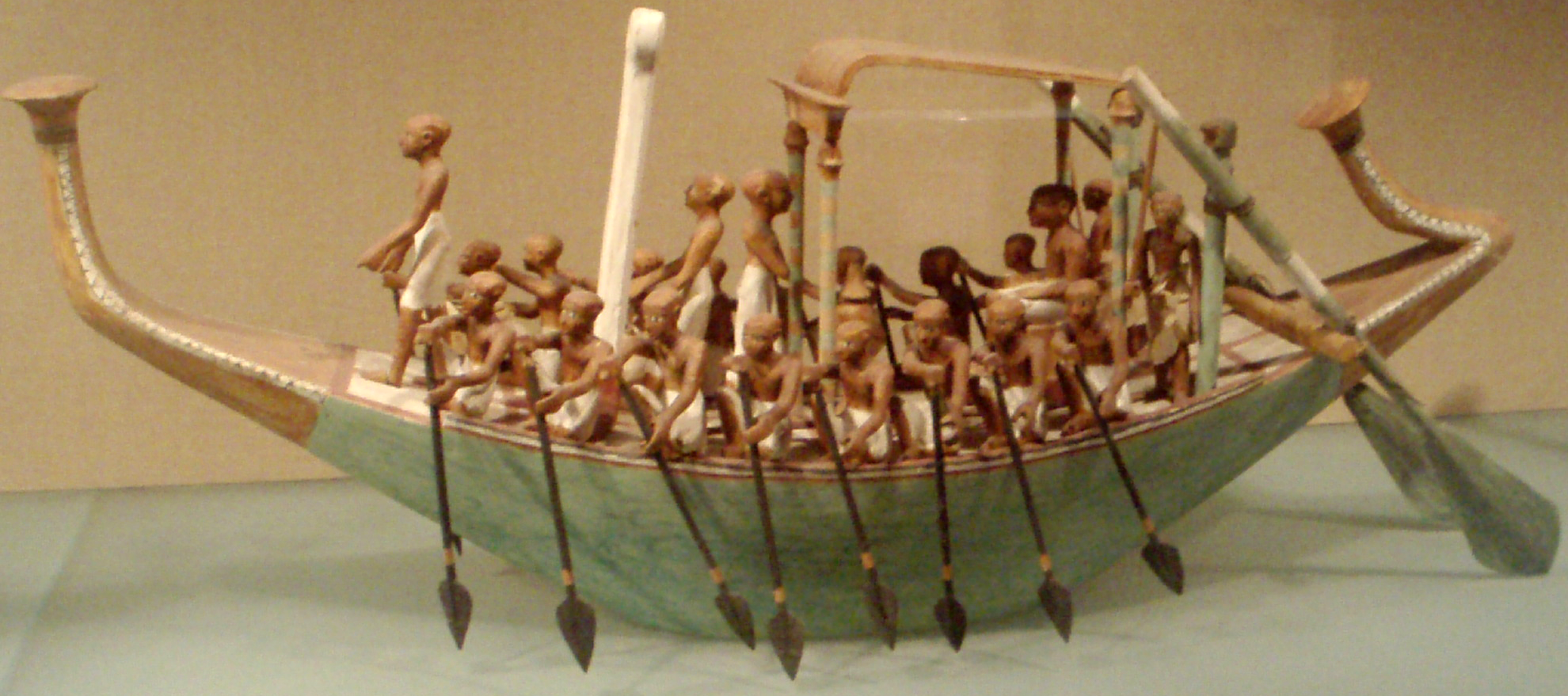
Model d'un vaixell funerari de rem trobat en la tomba de Meketre, oficial del faraó Amenemhet I durant la dinastia XII d'Egipte

## Comerç marítim
Es té constància de la construcció de vaixells en l'antic Egipte des d'almenys el 3000 aC. Els constructors sabien acoblar taulons de fusta al casc del vaixell, amb cintes teixides que s'utilitzaven per unir-los i joncs o herba entre ells per segellar les unions. L'Institut Arqueològic d'Amèrica ha estimat que l'embarcació més antiga coneguda d'Egipte, amb 22,8 metres de llarg, va ser construïda prop de l'any 3000 aC i va poder pertànyer al faraó Aha.
Una colònia egípcia del sud de Canaan ha estat datada de poc abans de la primera dinastia. El faraó Narmer tenia terrisseria egípcia fabricada a Canaan amb el seu nom escrit en ella i importada a Egipte des de Tel Arad, Rafah i Bessor. El 1994 van ser descoberts fragments de ceràmica d'un serekh amb el nom del faraó Narmer, datat l'any 3000 aC. Estudis mineralògics van mostrar que els fragments pertanyien a un atuell de vi exportat des del Nil a Palestina. Pel clima d'Egipte la producció de vi no era possible a la regió, per la qual cosa havia de ser importat de Grècia, Fenícia i Palestina, establint relacions comercials amb aquestes regions.